# Willem Eduard Bok
Willem Eduard Bok (Den Burg, Texel, 1846. június 28. – Johannesburg, 1904. november 1.) holland származású búr politikus, köztisztviselő, államférfi. A Transvaal Köztársaság első államtitkára 1880 és 1889 között.

## Élete

### Ifjúkora
Eduard Bok 1846. június 28-án született a hollandiai Texel környékén, Den Burg városban. 20 évesen Angliába ment tanulni, később visszatért hazájába és értékesítési ügynökként tevékenykedett Zaandam városában. 30 éves korában a búrok által megalapított Transvaal Köztársaságba emigrált.

### Dél-Afrikában
Megérkezése után nem sokkal barátságot kötött és csakhamar személyes bizalmasa lett Paul Krugernek, a transvaali politikai élet egyik meghatározó személyiségének, a köztársaság többszörösen megválasztott miniszterelnökének. Nemsokára megkapta a Nemzeti Bizottság titkári pozícióját és a Die Volkstem (Népszava) szerkesztőbizottságának tagjává vált. Az első búr háborút lezáró Majuba-hegyi csata után kinevezték Transvaal első államtitkárává.
1889-ig tevékenykedett ebben a minőségében, de mindamellett Witwatersrand közgyűlési jegyzője és egy aranybánya biztosa címet is magának tudhatta. 
1904. november 1-jén hunyt el Johannesburgban.

### Családja
Fia, ifjabb Willem Eduard Bok jogi pályára lépett és mint ügyvéd, majd bíró tevékenykedett. Unokatestvére, Edward Bok a Ladies' Home Journal nevű amerikai magazin szerkesztője volt.

## Fordítás
- Ez a szócikk részben vagy egészben  a   Willem Bok című afrikaans Wikipédia-szócikk fordításán alapul.  Az eredeti cikk szerkesztőit annak laptörténete sorolja fel. Ez a jelzés csupán a megfogalmazás eredetét és a szerzői jogokat jelzi, nem szolgál a cikkben szereplő információk forrásmegjelöléseként.